# Andrew Rayel

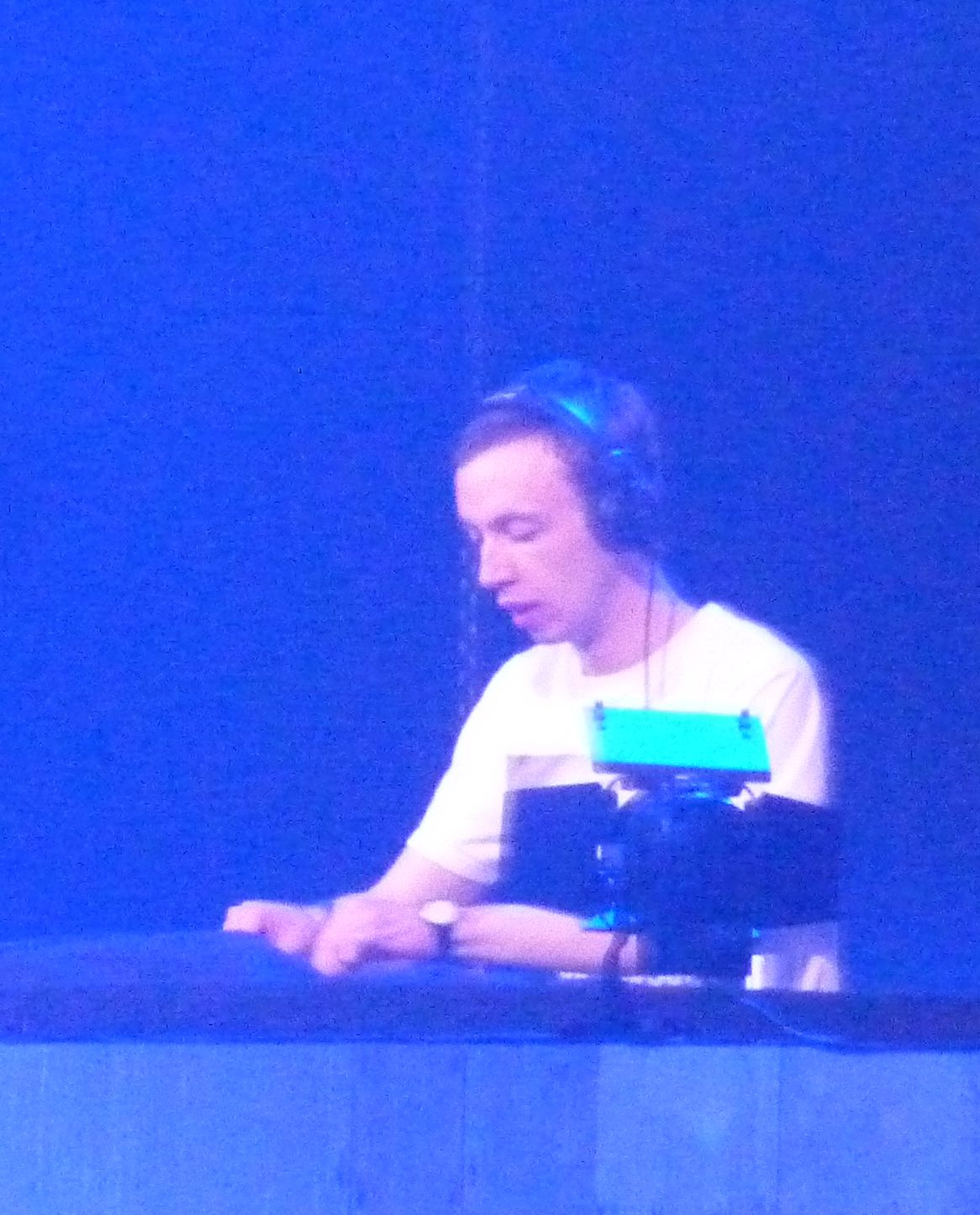
Andrew Rayel in A State Of Trance 600 @ Utrecht - 06/04/2013

Andrew Rayel (* 21. Juli 1992 als Andrei Rață) ist ein moldauischer DJ und Musikproduzent im Bereich Trance und Progressive.

## Leben
Andrew Rayel begann im Alter von 13 Jahren Orchestermusik zu studieren und selbst Musik zu produzieren. Seine erste Produktion Always In Your Dreams erschien 2010 beim russischen Label Timeline Music. Bald darauf wurden seine Produktionen von Armin van Buuren unterstützt und in dessen Radiosendung A State of Trance mehrmals als Tune of the Week und Future Favorite gewählt. Seit 2011 veröffentlicht Rayel seine Produktionen auch auf Armins Musiklabels A State of Trance und Armind. 2013 erschien seine Kompilation Mystery of Aether und ein Jahr später, im Mai 2014, sein Debütalbum Find Your Harmony. Rayel streamt wöchentlich über diverse Plattformen seine eigene Radioshow Find Your Harmony.
2012 kam Andrew Rayel in der Wahl der Top 100 DJs von DJ Mag auf Platz 77. Ein Jahr später kam er auf Platz 28 und verzeichnete damit den höchsten Platzaufstieg.

## Diskografie

### Album
2014:
- Find Your Harmony

2017:
- Moments

### Singles
2010:
- Always In Your Dreams

2011:
- Aether
- Opera
- Drapchi / Deflageration
- 550 Senta / Believe

2012:
- Aeon of Revenge / Source Code
- How Do I Know (feat. Jano)
- Coriolis / Exponential

2013:
- Musa / Zeus
- Sacramentum (mit Bobina)
- We Are Not Afraid of 138 (mit Alexandre Bergheau)
- Dark Warrior
- Until the End (feat. Jwaydan)

2014:
- One in a Million (feat. Jonathan Mendelsohn)
- Goodbye (featuring Alexandra Bado)
- Power of Elements (Trancefusion 2014 Anthem)
- One In A Million (featuring Jonathan Mendelsohn)
- Followed By Darkness

2015:
- Miracles (feat. Christian Burns)
- We Bring The Love (feat. Sylvia Tosun)
- Daylight (feat. Jonny Rose)
- Chased (feat. Mark Sixma)
- Rise of the Era

2016:
- Winterburn (feat. Digital X feat. Sylvia Tosun)
- Winterburn (with Digital X featuring Sylvia Tosun)
- Once In a Lifetime Love (featuring Kristina Antuna)
- Epiphany
- All Systems Down (with KhoMha)
- Take It All (with Jochen Miller featuring Hansen Tomas)

2017:
- I'll Be There (featuring Eric Lumiere)
- My Reflection (featuring Emma Hewitt)
- Lighthouse (featuring Christina Novelli)
- Heavy Love (with Max Vangeli featuring Kye Sones)
- Home (featuring Jonathan Mendelsohn)
- Mass Effect
- Soul On The Run (with Bogdan Vix and KeyPlayer featuring Roxana Constantin)

2018:
- Horizon (featuring Lola Blanc)
- Trance Reborn (with David Gravell)
- Tambores (with Graham Bell)
- Dark Resistance
- In The Dark (with Haliene)
- New Dawn (with Corti Organ and Max Cameron)
- Last Summer (with Fernando Garibay featuring Jake Torrey)

2019:
- The Melody (with NWYR)
- Originem (FYH 150 Anthem)
- Take All of Me (with Haliene)
- Kick, Bass & Trance (with Chukiess & Whackboi)

2020:
- Light Side of the Harmony (FYH 200 Anthem)
- Dark Side of the Harmony (FYH 200 Anthem)
- Stars Collide (with Robbie Seed featuring That Girl)
- Never Going Down (with Roxanne Emery)
- Everything Everything (with Olivia Sebastianelli)

2021:
- Carry You Home (with Tensteps featuring Runaground)
- Silver Lining
- River (with Aidyl)
- Closer" (with Takis featuring Zagata)

### Remixe (Auswahl)
2011:
- Karybde & Scilla – Tokyo
- Ruben de Ronde – Timide
- Faruk Sabanci – Maidens Tower 2011
- W&W vs. Jonas Stenberg – Alligator Fuckhouse
- Tiësto feat. Kay – Work Hard, Play Hard

2012:
- Luke Terry – Tales from the Forest
- Craig Connelly – Robot Wars
- Roger Shah feat. Carla Werner – One Love
- Fabio XB & Wach vs. Roman Sokolovsky – Eternal
- Fady & Mina – Kepler 22
- Bobina – The Space Track
- Tenishia – Where Do We Begin
- Armin van Buuren feat. Jan Vayne – Serenity

2013:
- Armin van Buuren & Markus Schulz – The Expedition (ASOT 600 Anthem)
- Andy Moor & Betsie Larkin – Love Again
- Kyau & Albert – All Your Colours
- Zedd feat. Foxes – Clarity
- Jamaster A feat. Bi Bi Zhou – I Miss You Missing Me
- Dash Berlin feat. Sarah Howells – Go It Alone
- Alex M.O.R.P.H. feat. Silvia Tosun – An Angel's Love
- Faithless – Insomnia
- Armin van Buuren – Intense

2014:
- Hardwell feat. Matthew Koma – Dare You
- Sick Individuals – Wasting Moonlight

2015:
- Armin van Buuren – Save My Night
- Cosmic Gate & Kristina Antuna – Alone